# Olympische Sommerspiele 1956/Fußball
Bei den XVI. Olympischen Spielen 1956 in Melbourne wurde ein Wettbewerb im Fußball ausgetragen.
Erstmals in der Geschichte des olympischen Fußballturniers wurde eine Qualifikationsrunde durchgeführt. Jugoslawien erreichte zum dritten Mal in Folge das Finale, was zuvor keiner Mannschaft gelungen war, konnte aber wieder nur die Silbermedaille gewinnen. Die deutsche Amateurnationalmannschaft, die als gesamtdeutsche Mannschaft antrat, verlor im Achtelfinale gegen den späteren Olympiasieger Sowjetunion. Mit Indien erreichte erstmals eine asiatische Mannschaft ein Halbfinale eines olympischen Fußballturniers. Das Turnier war von Absagen betroffen, so dass das Achtelfinale lediglich mit drei Partien stattfand.
Spielstätten waren das Olympia Park Stadion und der Melbourne Cricket Ground, in dem das Finale vor 102.000 Zuschauern stattfand, was bis dahin die Rekordkulisse bei olympischen Fußballturnieren darstellte und erst 1968 in Mexiko-Stadt mit 105.000 Zuschauern beim Spiel um Bronze zwischen Japan und Mexiko übertroffen wurde. Während die FIFA diese Spiele nicht mehr als A-Länderspiele zählt, berücksichtigt z. B. die USSF diese Spiele in der Statistik ihrer A-Nationalmannschaft.

## Gesamtdeutsches Aufgebot
Trainer: Sepp Herberger
| Spieler            | Geburtstag         | Alter | Verein                   |
| ------------------ | ------------------ | ----- | ------------------------ |
| Albert Brülls      | 26. März 1937      | 19    | Borussia Mönchengladbach |
| Manfred Eglin      | 10. Oktober 1935   | 21    | Karlsruher FV            |
| Rolf Geiger        | 16. Oktober 1934   | 22    | Stuttgarter Kickers      |
| Willi Gerdau       | 12. Februar 1929   | 27    | Heider SV                |
| Albert Görtz       | 18. November 1933  | 23    | Düsseldorfer SC 99       |
| Ernst-Günter Habig | 14. September 1935 | 21    | SC Rapid Köln            |
| Hermann Höfer      | 19. Juli 1934      | 22    | Eintracht Frankfurt      |
| Karl Hoffmann      | 10. Oktober 1935   | 21    | Fortuna Düsseldorf       |
| Rudolf Hoffmann    | 11. Februar 1935   | 21    | Viktoria Aschaffenburg   |
| Günter Jäger       | 21. Dezember 1935  | 20    | Fortuna Düsseldorf       |
| Matthias Mauritz   | 13. November 1924  | 32    | Fortuna Düsseldorf       |
| Herbert Schäfer    | 16. August 1927    | 29    | Sportfreunde Siegen      |
| Max Schwall        | 2. September 1932  | 24    | FV Daxlanden             |
| Fritz Semmelmann   | 24. Juli 1928      | 28    | SpVgg Bayreuth           |
| Johann Zeitler     | 30. April 1927     | 29    | VfB Bayreuth             |

## Das Turnier

### Achtelfinale
Nach der Qualifikation wurden am 1. September 1956 in Zürich acht Spiele für das Achtelfinale ausgelost. Fünf der sechzehn qualifizierten Mannschaften sagten aber aus diversen Gründen ab: China da auch die Republik China zu den Olympischen Spielen zugelassen war, Ägypten aufgrund der Sueskrise, Titelverteidiger Ungarn aufgrund des Einmarsches der Sowjetunion und die anderen aus finanziellen Gründen. Daher fanden folgende fünf Spiele nicht statt (Die Mannschaften, die somit ohne Spiel weitergekommen waren, sind fett gedruckt.):
|                     |   |             |  |
| Vereinigte Staaten  | – | Jugoslawien |  |
| Bulgarien           | – | Ägypten     |  |
| Volksrepublik China | – | Türkei      |  |
| Südvietnam          | – | Indonesien  |  |
| Indien              | – | Ungarn      |  |

Folgende drei Partien wurden ausgespielt:
|                   |   |             |           |
| 24. November 1956 |   |             |           |
| Sowjetunion       | – | Deutschland | 2:1 (1:0) |
| 26. November 1956 |   |             |           |
| Großbritannien    | – | Thailand    | 9:0 (4:0) |
| 27. November 1956 |   |             |           |
| Australien        | – | Japan       | 2:0 (1:0) |

### Viertelfinale
|                                       |   |                    |           |
| 28. November 1956                     |   |                    |           |
| Jugoslawien                           | – | Vereinigte Staaten | 9:1 (5:1) |
| 29. November 1956                     |   |                    |           |
| Sowjetunion                           | – | Indonesien         | 0:0 n. V. |
| 1. Dezember 1956 (Wiederholungsspiel) |   |                    |           |
| Sowjetunion                           | – | Indonesien         | 4:0 (3:0) |
| 30. November 1956                     |   |                    |           |
| Bulgarien                             | – | Großbritannien     | 6:1 (3:1) |
| 1. Dezember 1956                      |   |                    |           |
| Indien                                | – | Australien         | 4:2 (2:2) |

### Halbfinale
|                  |   |           |                 |
| 4. Dezember 1956 |   |           |                 |
| Jugoslawien      | – | Indien    | 4:1 (0:0)       |
| 4. Dezember 1956 |   |           |                 |
| Sowjetunion      | – | Bulgarien | 2:1 n. V. (0:0) |

### Spiel um Bronze
| Bulgarien                                            | Bulgarien | Indien | Indien |
| ---------------------------------------------------- | --- | --- | ------ |
| Bulgarien                                            | \| Spiel um die Bronzemedaille \| \| 7. Dezember 1956 in Melbourne (Olympic Park Stadium) \| \| Ergebnis: 3:0 (2:0) \| \| Zuschauer: 21.236 \| \| Schiedsrichter: Nikolai Latyschew ( Sowjetunion) \|               | \| Spiel um die Bronzemedaille \| \| 7. Dezember 1956 in Melbourne (Olympic Park Stadium) \| \| Ergebnis: 3:0 (2:0) \| \| Zuschauer: 21.236 \| \| Schiedsrichter: Nikolai Latyschew ( Sowjetunion) \|                      | Indien |
| Bulgarien                                            | Jordan Jossifow – Kiril Rakarow, Nikola Kowatschew – Stefan Boschkow, Manol Manolow, Dimitar Milanow – Gawril Stojanow, Georgi Dimitrow, Panajot Panajotow, Iwan Kolew, Todor Diew Cheftrainer: Stojan Ormandschiew | Subramaniam Narayan – Sheikh Abdul Latif, Sayed Aziz-ud-Din – Mariappa Kempaiah, Ahmed Hussain, Muhammad Noor – Muhammad Kannayan, Nikhil Nandy, Neville D’Souza, Krishna Pal, Krishna Kittu Cheftrainer: Abdul Rahim Syed | Indien |
| Bulgarien                                            | 1:0 Dijew (37.) 2:0 Milanow (42.) 3:0 Dijew (60.) | | Indien |
| Spiel um die Bronzemedaille                          | | |        |
| 7. Dezember 1956 in Melbourne (Olympic Park Stadium) | | |        |
| Ergebnis: 3:0 (2:0)                                  | | |        |
| Zuschauer: 21.236                                    | | |        |
| Schiedsrichter: Nikolai Latyschew ( Sowjetunion)     | | |        |

### Finale
Während die UdSSR mit ihrer Nationalmannschaft antrat, stellte Jugoslawien ein "C-Team".
| UdSSR                                                    | UdSSR | Jugoslawien | Jugoslawien |
| -------------------------------------------------------- | --- | --- | ----------- |
| UdSSR                                                    | \| Finale \| \| 8. Dezember 1956 in Melbourne (Melbourne Cricket Ground) \| \| Ergebnis: 1:0 (0:0) \| \| Zuschauer: 86.716 Zuschauern[1] \| \| Schiedsrichter: Ron Wright ( Australien) \|                               | \| Finale \| \| 8. Dezember 1956 in Melbourne (Melbourne Cricket Ground) \| \| Ergebnis: 1:0 (0:0) \| \| Zuschauer: 86.716 Zuschauern[1] \| \| Schiedsrichter: Ron Wright ( Australien) \|                   | Jugoslawien |
| UdSSR                                                    | Lew Jaschin – Boris Kusnezow, Michail Ogonkow – Anatoli Masljonkin, Anatoli Baschaschkin, Igor Netto – Boris Tatuschin, Anatoli Issajew, Nikita Simonjan, Sergei Salnikow, Anatoli Iljin Cheftrainer: Gawriil Katschalin | Petar Radenković – Mladen Koščak, Nikola Radović – Ivan Šantek, Ljubiša Spajić, Dobrosav Krstić – Dragoslav Šekularac, Zlatko Papec, Sava Antić, Todor Veselinović, Muhamed Mujić Cheftrainer: Milovan Ćirić | Jugoslawien |
| UdSSR                                                    | 1:0 Iljin (48.) | | Jugoslawien |
| Finale                                                   | | |             |
| 8. Dezember 1956 in Melbourne (Melbourne Cricket Ground) | | |             |
| Ergebnis: 1:0 (0:0)                                      | | |             |
| Zuschauer: 86.716 Zuschauern                             | | |             |
| Schiedsrichter: Ron Wright ( Australien)                 | | |             |

## Medaillenränge
| Rang               | Medaillengewinner |
| ------------------ | --- |
| Gold UdSSR         | Anatoli Baschaschkin, Joschef Beza, Anatoli Iljin, Anatoli Issajew, Walentin Iwanow, Lew Jaschin (TW), Boris Kusnezow, Anatoli Masljonkin, Igor Netto, Michail Ogonkow, Alexei Paramonow, Boris Rasinski (TW), Wladimir Ryschkin, Sergei Salnikow, Nikita Simonjan, Eduard Strelzow, Boris Tatuschin, Nikolai Tischtschenko Trainer: Gawriil Katschalin |
| Silber Jugoslawien | Sava Antić, Ibrahim Biogradlić, Dobrosav Krstić, Mladen Koščak, Luka Liposinović, Muhamed Mujić, Zlatko Papec, Petar Radenković (TW), Nikola Radović, Ivan Santec, Dragoslav Šekularac, Ljubiša Spajić, Todor Veselinović, Blagoja Vidinić (TW) Trainer: Milovan Ćirić                                                                                  |
| Bronze Bulgarien   | Stefan Boschkow, Todor Diew, Georgi Dimitrow, Miko Goranow, Krum Janew, Jordan Jossifow (TW), Iwan Kolew, Nikola Kowatschew, Manol Manolow, Dimitar Milanow, Georgi Najdenow (TW), Panajot Panajotow, Kiril Rakarow, Gawril Stojanow Trainer: Stojan Ormandschiew                                                                                       |

## Beste Torschützen
| Rang | Spieler            | Tore |
| ---- | ------------------ | ---- |
| 1    | Dimitar Milanow    | 4    |
|      | Neville D’Souza    | 4    |
|      | Todor Veselinović  | 4    |
| 4    | John Laybourne     | 3    |
|      | Iwan Kolew         | 3    |
|      | Muhamed Mujić      | 3    |
|      | Zlatko Papec       | 3    |
| …    |                    |      |
| 16   | Ernst-Günter Habig | 1    |
| …    |                    |      |